# توم ارين
توم ارين (بالإنجليزية: Tom Warren)‏ هو لاعب اتحاد الرغبي أمريكي، ولد في 14 يناير 1983 في سان دييغو في الولايات المتحدة.